# Tricimba pygmaea
Tricimba pygmaea är en tvåvingeart som beskrevs av Oswald Duda 1930. Tricimba pygmaea ingår i släktet Tricimba och familjen fritflugor. Inga underarter finns listade i Catalogue of Life.